# 2005-ös ázsia–óceániai ralibajnokság
A 2005-ös ázsia–óceániai ralibajnokság április 2-án vette kezdetét és november 27-én végződött. A bajnokságot a finn Jussi Välimäki nyerte.

## Versenynaptár
| Dátum            | Verseny                      | Győztes*         |
| ---------------- | ---------------------------- | ---------------- |
| április 2–4.     | Rally of Canberra            | Jussi Välimäki   |
| május 20–22.     | Rallye de Nouvelle Calédonie | Jussi Välimäki   |
| június 17–19.    | Rally of Rotorua             | Arai Tosihiro    |
| július 22–24.    | Rally Hokkaido               | Tagucsi Kacuhiko |
| augusztus 19–21. | Malaysian Rally              | Arai Tosihiro    |
| szeptember 9–11. | Rally Indonesia              | Jussi Välimäki   |
| október 21–23.   | Rally of Thailand            | Jussi Välimäki   |
| november 25–27.  | Kína-rali                    | Chee Hong Kan    |

* A győztes versenyző nem feltétlen egyező az adott verseny abszolút győztesével. Itt a bajnoki értékelésben első helyezett versenyző neve van feltüntetve.

## Végeredmény
| #   | Versenyző         | Pontszám |
| --- | ----------------- | -------- |
| 1.  | Jussi Välimäki    | 87       |
| 2.  | Arai Tosihiro     | 47       |
|     | Geof Argyle       | 47       |
| 4.  | Chee Hong Kan     | 46       |
| 5.  | Tagucsi Kacuhiko  | 37       |
| 6.  | Dermott Malley    | 30       |
| 7.  | Brian Green       | 29       |
| 8.  | Fan Fan           | 14       |
| 9.  | Mitsuhro Kunisawa | 13       |
| 10. | Julien Lenglet    | 4        |

## Külső hivatkozások
- A bajnokság hivatalos honlapja
- Eredmények az FIA archívumában
- Eredmények a rallybase.nl honlapon
- A szezon összefoglalója az aprc.tv honlapon (angolul)